# Erich Leucht
Erich Leucht (* 7. August 1902 in Plauen; † 17. Januar 1990 in Heilbronn) war ein deutscher Schlosser, Gewerkschafter und Politiker (KPD). Er gehörte 1932/33 und 1946 bis 1959 dem Heilbronner Gemeinderat an. Während der NS-Zeit wurde er mehrfach verhaftet und in Konzentrationslagern inhaftiert. Von Mai bis November 1950 war er Mitglied des Landtags von Württemberg-Baden.

## Leben
Leucht war Schlosser in Heilbronn und verheiratet. Ab 1920 war er Mitglied im Deutschen Metallarbeiter-Verband, 1932 ging er zur Revolutionären Gewerkschafts-Opposition.
Von 1924 bis 1928 war Leucht Mitglied der SPD. Ab 1930 war er politischer Leiter der Heilbronner KPD, für die er im Dezember 1931 (eingetreten am 28. Januar 1932) in den Heilbronner Gemeinderat gewählt wurde. Er beteiligte sich an Demonstrationen gegen die NSDAP und trat als Redner bei Kundgebungen auf. Bei der letzten großen Kundgebung der Heilbronner KPD am 25. Februar 1933 warnte er auf dem Marktplatz, wer bei der bevorstehenden Reichstagswahl am 5. März 1933 Hitler wähle, der wähle auch Krieg, was von der anwesenden Polizei als Hetze gegen politisch Andersdenkende gewertet wurde.

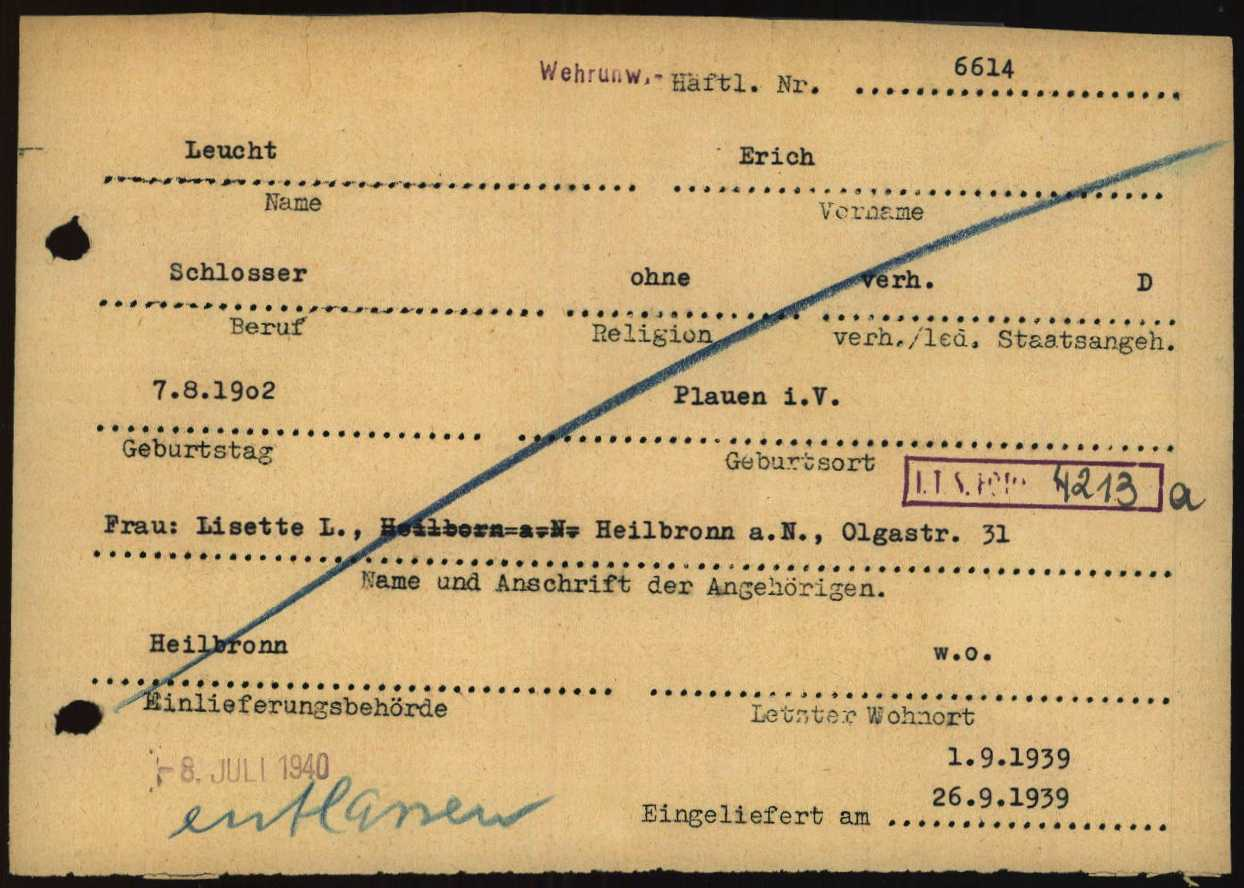
Anmeldeformular von Erich Leucht als Gefangener im nationalsozialistischen Konzentrationslager Buchenwald

Wenige Tage später, am 2. März 1933, wurde Leucht wie fast die gesamte Heilbronner KPD-Spitze verhaftet. Er wurde in „Schutzhaft“ genommen und befand sich zunächst im Polizeigefängnis an der Wilhelmstraße und dann vom 28. bis 31. März im KZ Heuberg, wo man ihn misshandelte. Am 24. August 1934 wurde er erneut verhaftet und im Juli 1935 zu zwei Jahren Gefängnis verurteilt. Nachdem in Heilbronn Flugblätter gegen den Krieg auftauchten, wurde Leucht zusammen mit anderen Kommunisten am 1. September 1939 abermals verhaftet und kam bis 8. Juli 1940 ins KZ Buchenwald.
Nach dem Ende der NS-Diktatur engagierte sich Leucht wieder gewerkschaftlich. Am 25. November 1945 wurde er zum Zweiten Bevollmächtigten der Heilbronner IG Metall gewählt, und ab 18. Mai 1946 war er Erster Bevollmächtigter der Verwaltungsstelle Heilbronn der IG Metall. In dieser Funktion wurde er immer bestätigt, und er hatte sie bis 28. Februar 1966 inne.
Bei der Nachkriegs-Gründungsversammlung der Heilbronner KPD am 21. Oktober 1945 wurde Leucht zum ersten Vorsitzenden gewählt. Dem Heilbronner Gemeinderat gehörte er wieder ab dem 26. Mai 1946 an. Am 15. November 1953 wurde er bis 1959 wiedergewählt. Als Rudolf Kohl sein Landtagsmandat niederlegte, rückte Leucht im Wahlkreis Heilbronn nach und gehörte vom 10. Mai bis 19. November 1950 dem Landtag von Württemberg-Baden an.